# Attaphila schuppi
Attaphila schuppi är en kackerlacksart som beskrevs av Bolivar 1905. Attaphila schuppi ingår i släktet Attaphila och familjen småkackerlackor. Inga underarter finns listade.